# Quorn (Leicestershire)
Pour l’article homonyme, voir Quorn.
Quorn est une paroisse civile et un village du Leicestershire, en Angleterre.